# Saint-Alban-des-Villards
Pour les articles homonymes, voir Saint-Alban.
Saint-Alban-des-Villards [sɛ̃.t‿albɑ̃ de vilaʁ] est une commune française située dans le département de la Savoie, en région Auvergne-Rhône-Alpes.

## Géographie

### Localisation
Saint-Alban-des-Villards est une commune de Savoie, sise dans la vallée des Villards, où coule le Glandon. Elle se situe entre Saint-Colomban-des-Villards au sud et la vallée de la Maurienne au nord-est. D'une superficie de 24,02 km2, la commune est limitrophe du département de l'Isère.

### Communes limitrophes
|        | Saint-Étienne-de-Cuines     |                                 |
| Pinsot | Saint-Alban-des-Villards    | Sainte-Marie-de-Cuines, Jarrier |
|        | Saint-Colomban-des-Villards |                                 |

### Hydrographie

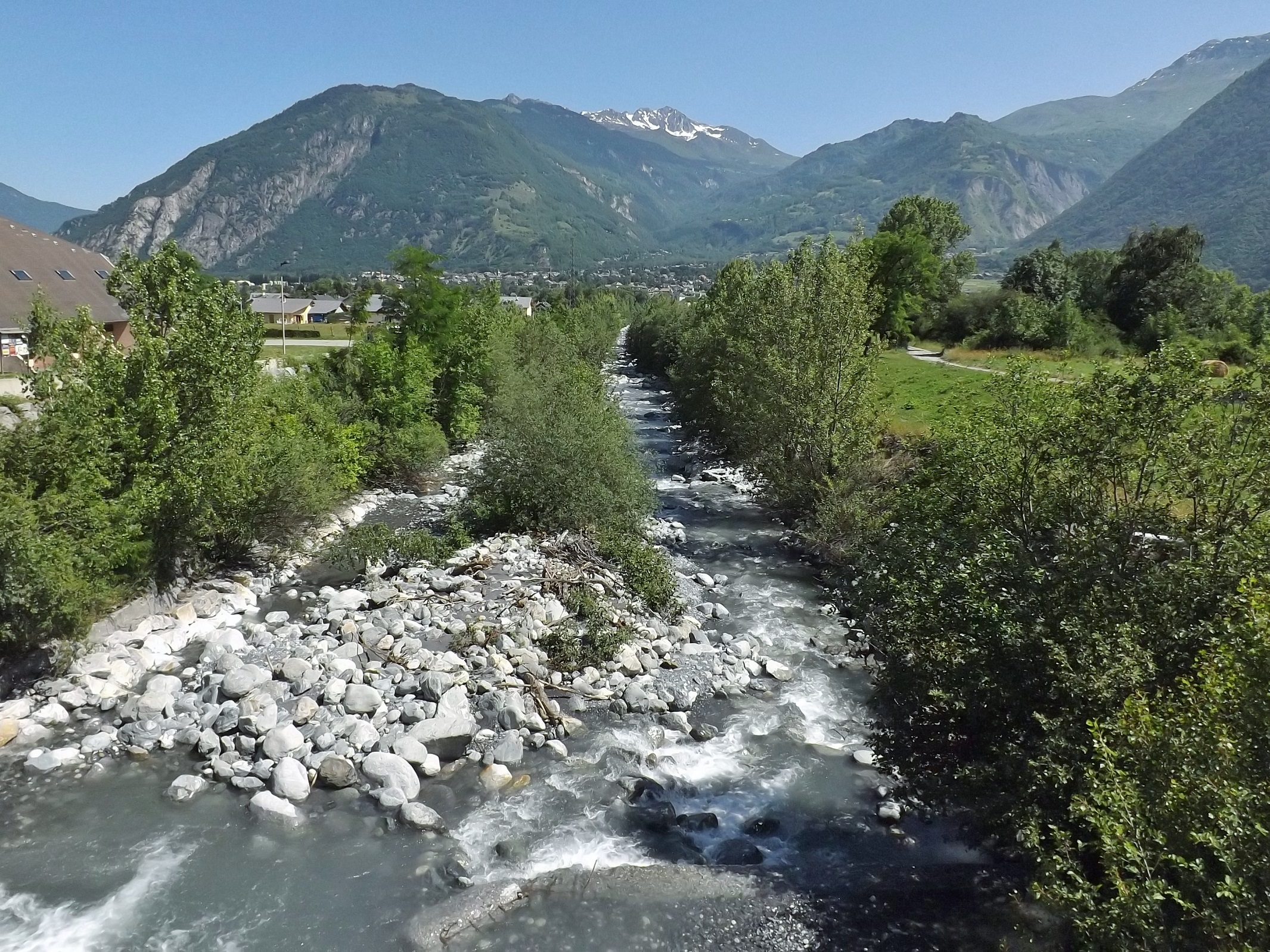
Le Glandon.

La commune est traversée par le Glandon, reliant le col du Glandon à la vallée de la Maurienne.

## Urbanisme

### Typologie
Au 1er janvier 2024, Saint-Alban-des-Villards est catégorisée commune rurale à habitat très dispersé, selon la nouvelle grille communale de densité à sept niveaux définie par l'Insee en 2022.
Elle est située hors unité urbaine. Par ailleurs la commune fait partie de l'aire d'attraction de Saint-Jean-de-Maurienne, dont elle est une commune de la couronne,. Cette aire, qui regroupe 26 communes, est catégorisée dans les aires de moins de 50 000 habitants,.

### Occupation des sols

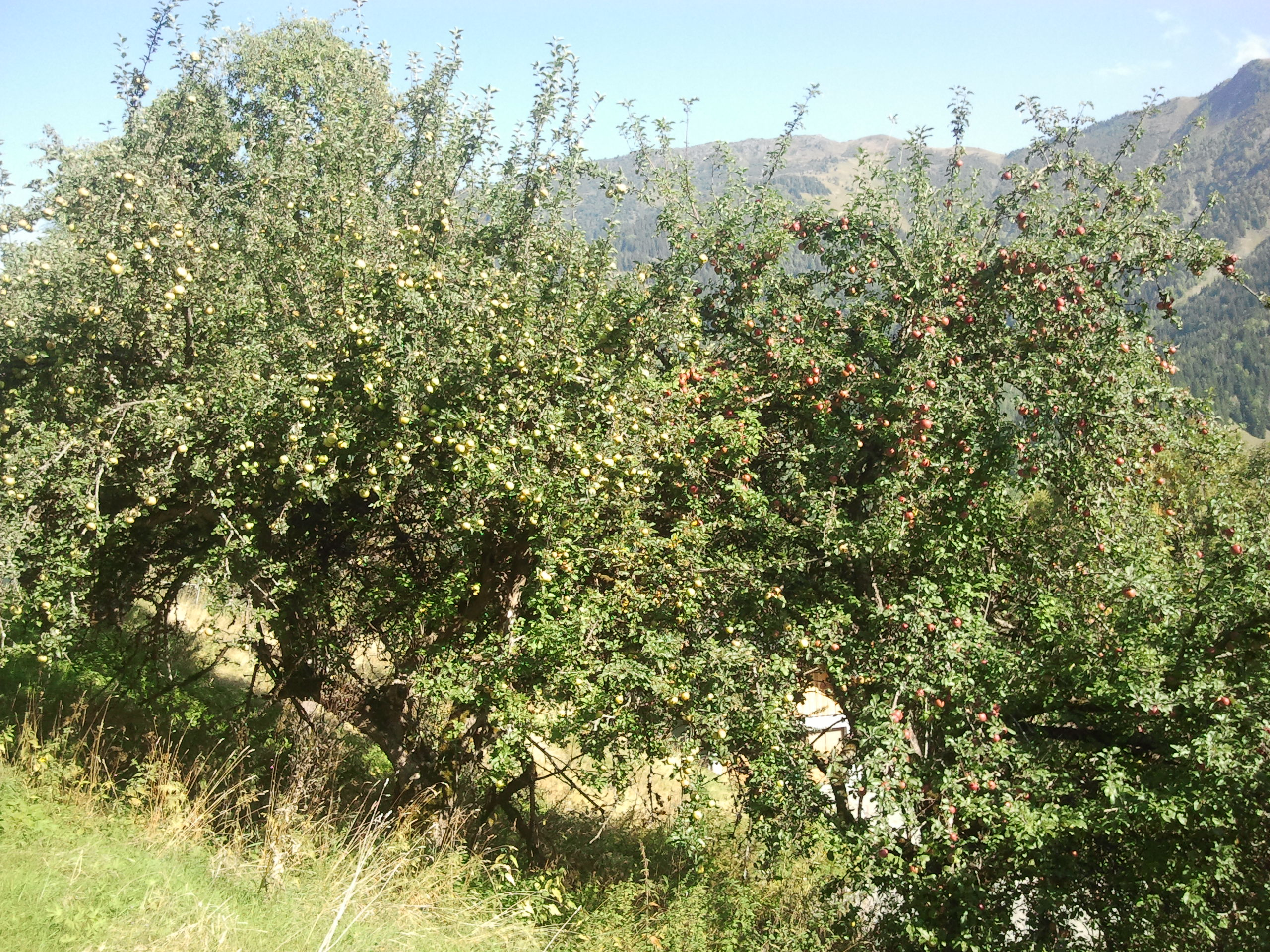
Pommiers de Saint-Alban-des-Villards.

L'occupation des sols de la commune, telle qu'elle ressort de la base de données européenne d’occupation biophysique des sols Corine Land Cover (CLC), est marquée par l'importance des forêts et milieux semi-naturels (98,1 % en 2018), une proportion identique à celle de 1990 (98,1 %). La répartition détaillée en 2018 est la suivante : 
forêts (57,7 %), espaces ouverts, sans ou avec peu de végétation (21,8 %), milieux à végétation arbustive et/ou herbacée (18,6 %), zones agricoles hétérogènes (1,9 %).
L'IGN met par ailleurs à disposition un outil en ligne permettant de comparer l’évolution dans le temps de l’occupation des sols de la commune (ou de territoires à des échelles différentes). Plusieurs époques sont accessibles sous forme de cartes ou photos aériennes : la carte de Cassini (XVIIIe siècle), la carte d'état-major (1820-1866) et la période actuelle (1950 à aujourd'hui).

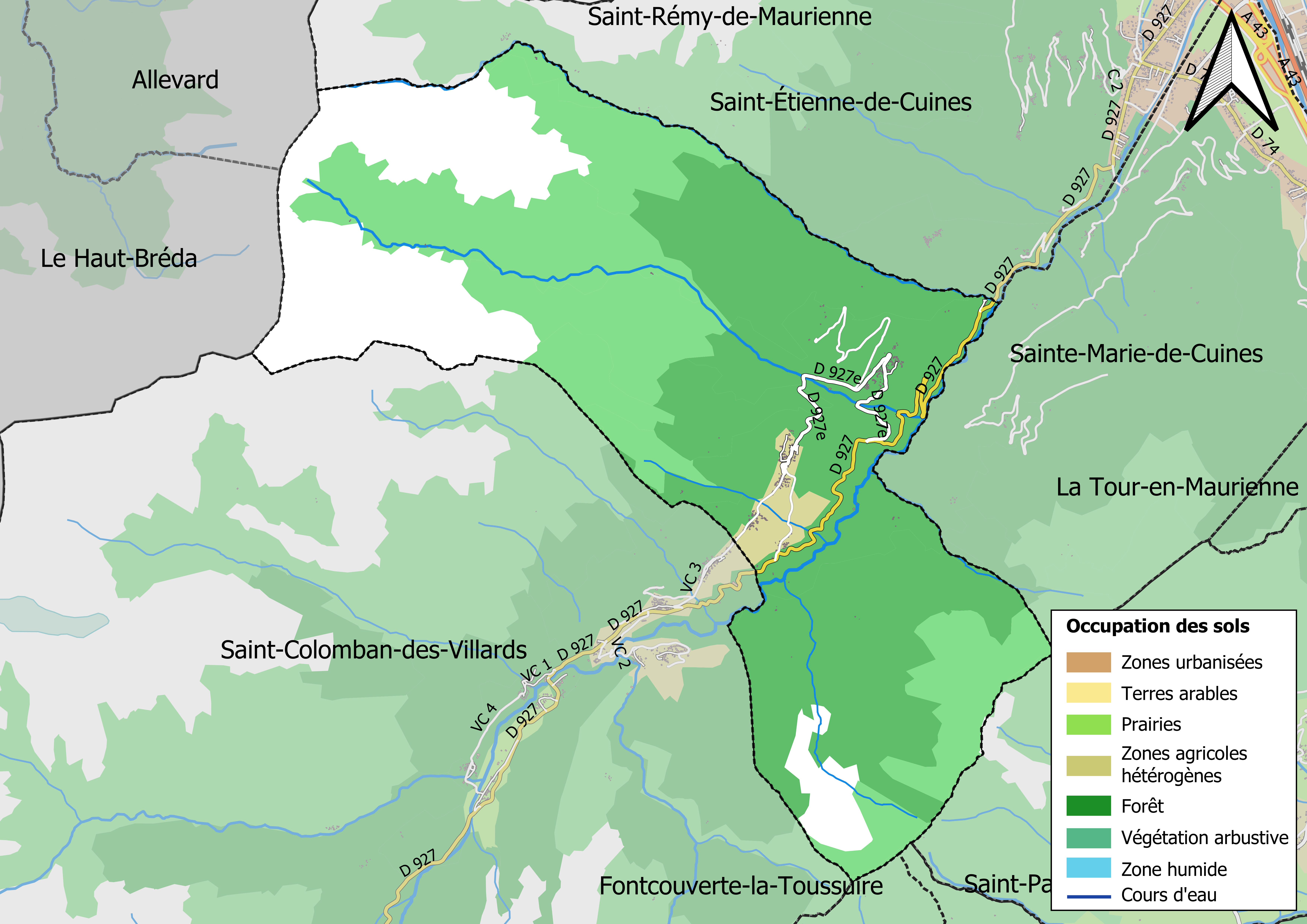
Carte des infrastructures et de l'occupation des sols en 2018 (CLC) de la commune.
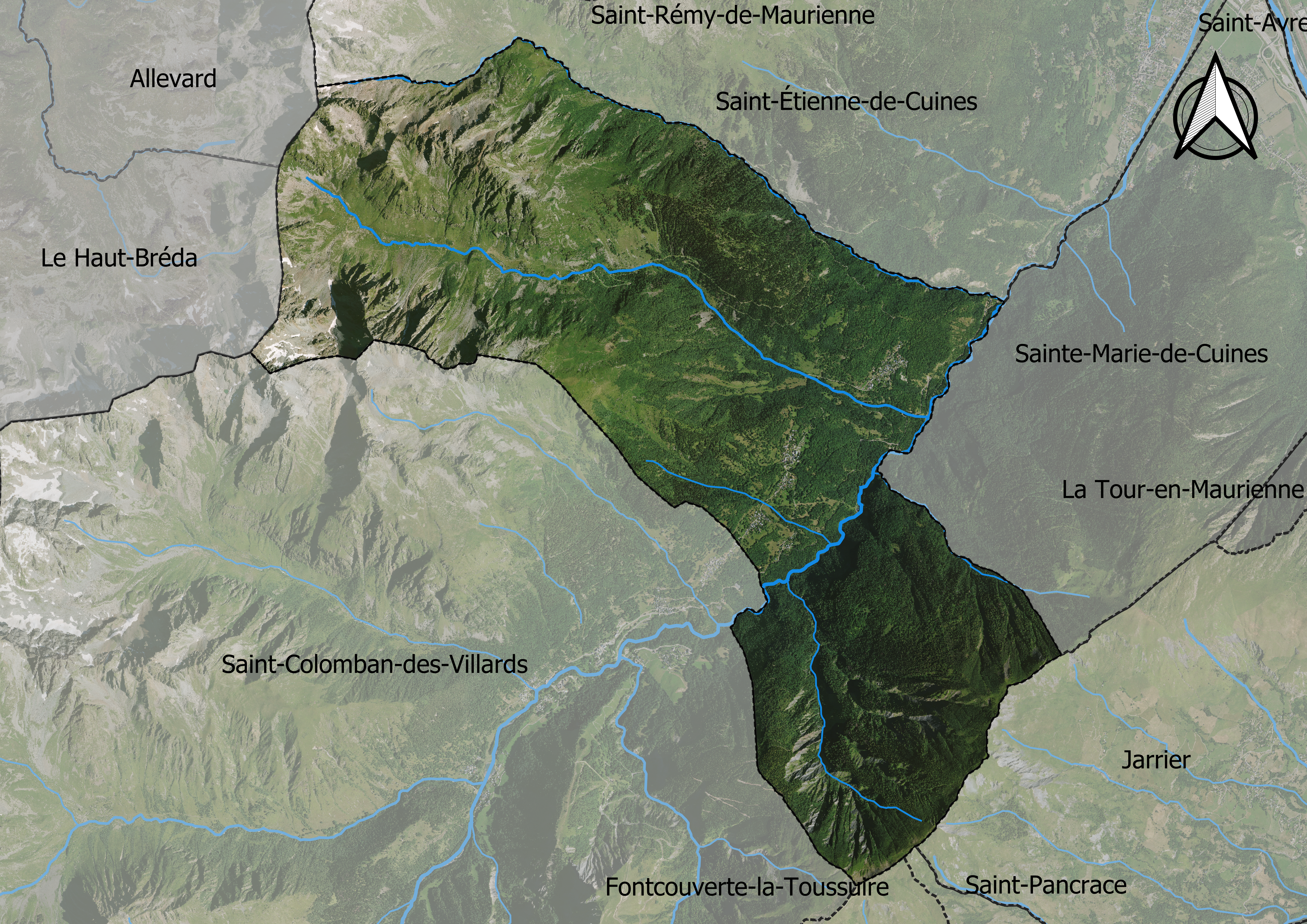
Carte orthophotogrammétrique de la commune.

## Toponymie
Dans les documents médiévaux, Saint-Alban-des-Villards est mentionnée sous les formes suivantes ecclesia de Villariis (1123), Sancti Albanus de Villariis (1322), Villario inferiori (XIVe siècle), puis durant la période contemporaine Saint Alban du Villar (1723). Au cours de la période révolutionnaire et de l'occupation du duché de Savoie, la commune porte le nom de Merlet (1792),.
Saint-Alban fait référence au premier martyre irlandais, Alban (Alban de Verulamium ?). Il est associé aux Villards, du nom de la vallée éponyme.
En francoprovençal, le nom de la commune s'écrit Sint Arban, selon la graphie de Conflans.

## Histoire

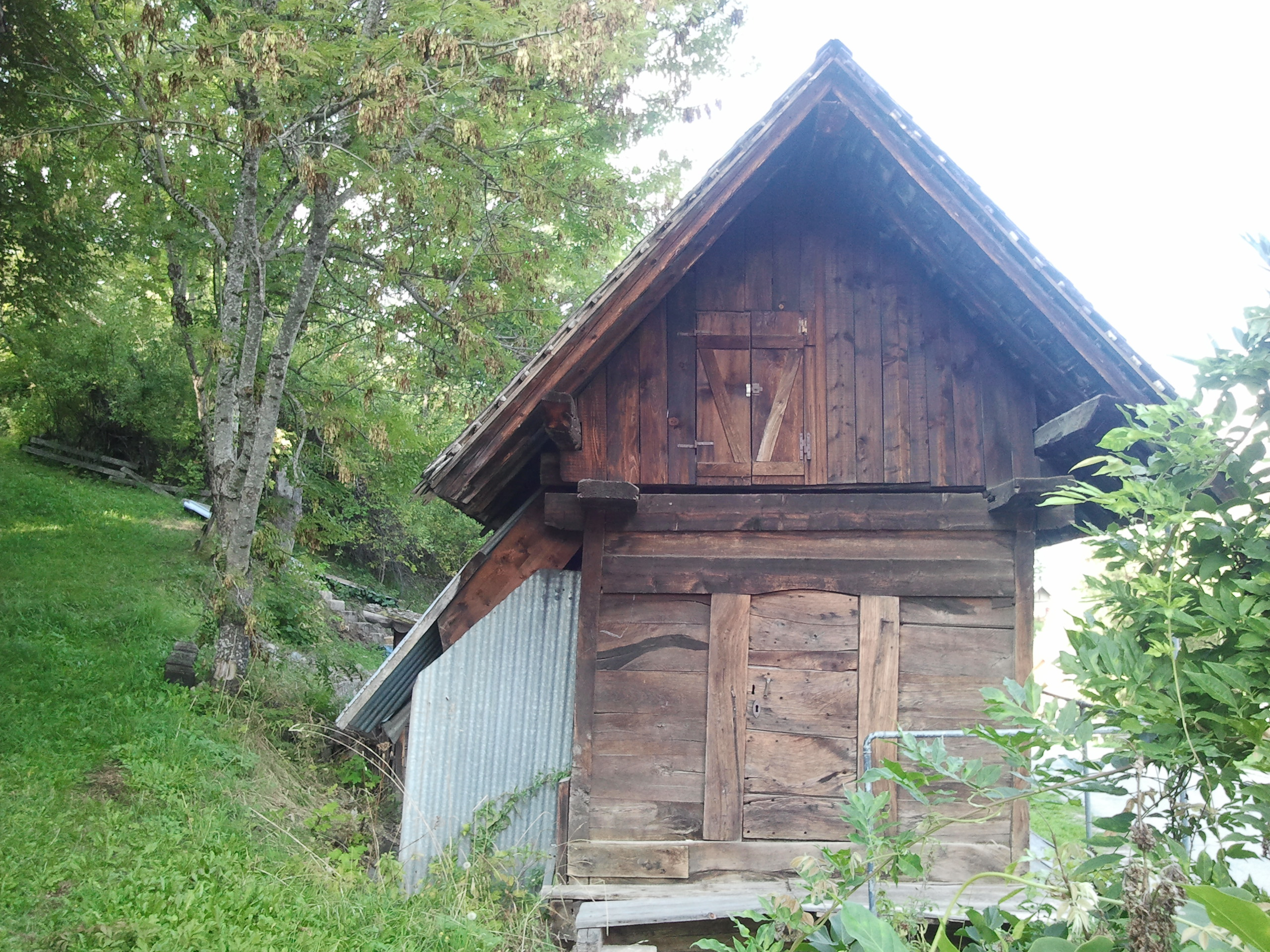
Grenier en bois traditionnel.

La vallée des Villards semble avoir été occupée par des colons burgondes vers la fin du VIe siècle voire au début du siècle suivant. L'étude des noms de famille de la vallée permettrait de justifier le propos, puisqu'au XVIe siècle la plupart de ceux-ci avaient une origine germanique : « Amblard, Bérard, Emidon, Gontier, Gottefrey, ou Rostaing ».
La paroisse médiévale de "Villard" correspondait à la vallée où s'écoule le Glandon et était constituée des villages et hameaux qui forment de Saint-Colomban-des-Villards et de Saint-Alban-des-Villards. Elle relevait pour partie des seigneurs de La Chambre et du Chapitre de la cathédrale de Saint-Jean-de-Maurienne,.
Il n'existe aucune trace ou mention de la séparation entre Saint-Colomban-des-Villards et de Saint-Alban-des-Villards.

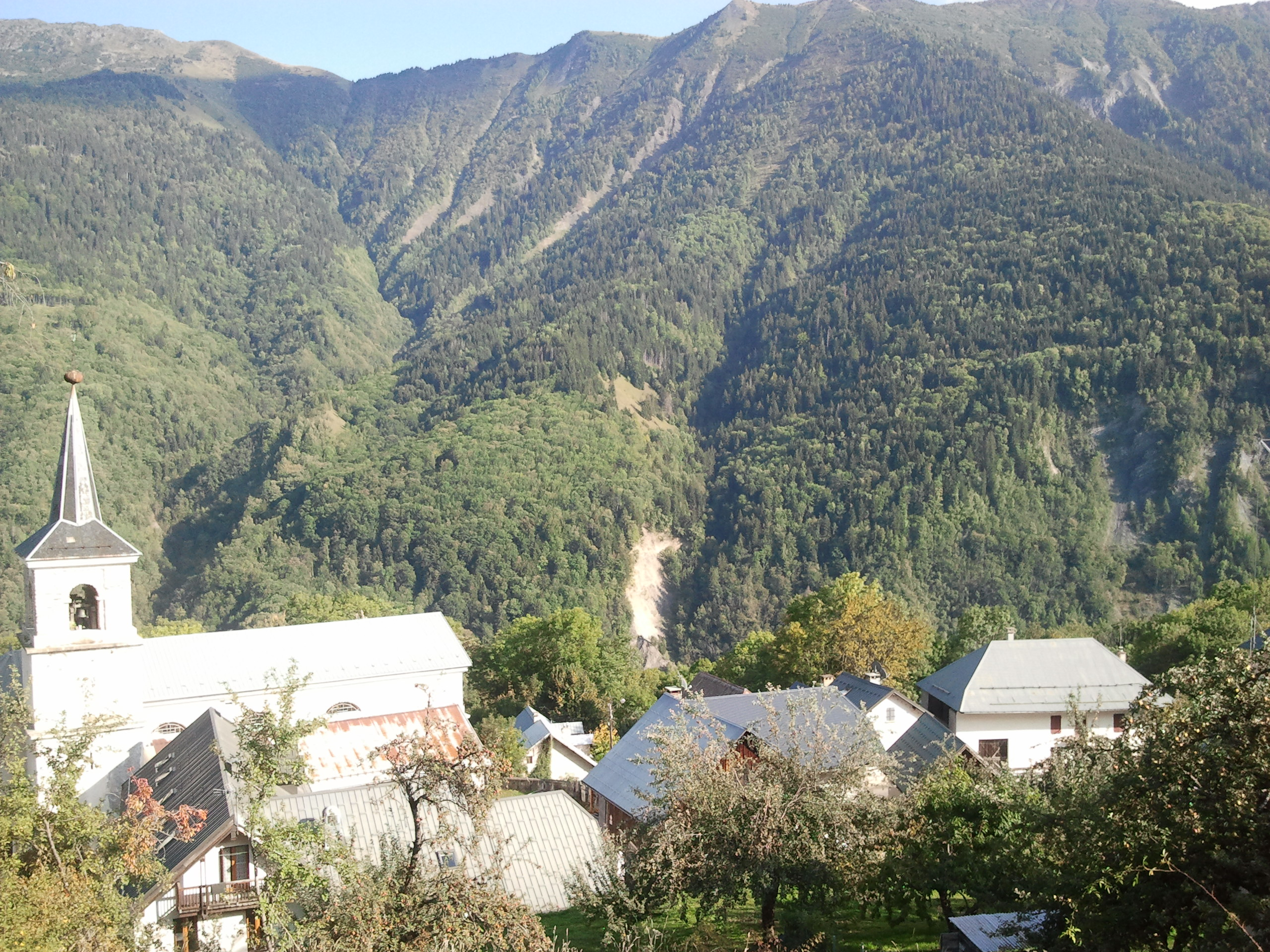
L'église et le centre du village

## Politique et administration

### Administration locale
La commune est rattachée administrativement à l’arrondissement de Saint-Jean-de-Maurienne. Elle fait partie du canton de La Chambre jusqu'à sa suppression en 2015 et depuis cette date de celui de Saint-Jean-de-Maurienne. Enfin, elle est rattachée à la troisième circonscription de la Savoie.

### Administration municipale
Le nombre d'habitants au dernier recensement étant inférieur à 100, le nombre de membres du conseil municipal est de sept.

### Liste des maires
| Période                                  | Période   | Identité              | Étiquette | Qualité |
| ---------------------------------------- | --------- | --------------------- | --------- | ------- |
| avant 1981                               | ?         | Maurice Chabrier      |           |         |
| mars 2008                                | mars 2014 | Maurice Darves-Bornoz |           |         |
| mars 2014                                | En cours  | Jacqueline Dupenloup  | PCF       |         |
| Les données manquantes sont à compléter. |           |                       |           |         |

### Intercommunalité
La commune appartient à la communauté de communes du canton de La Chambre, depuis la création en 2002.

## Population et société

### Démographie
Les habitants de la vallée des Villards sont désignés sous le nom de Villarins ; mais pour désigner plus particulièrement ceux de Saint-Alban-des-Villards, le patois local les nomme Bannes.

L'évolution du nombre d'habitants est connue à travers les recensements de la population effectués dans la commune depuis 1793. Pour les communes de moins de 10 000 habitants, une enquête de recensement portant sur toute la population est réalisée tous les cinq ans, les populations de référence des années intermédiaires étant quant à elles estimées par interpolation ou extrapolation. Pour la commune, le premier recensement exhaustif entrant dans le cadre du nouveau dispositif a été réalisé en 2004.

En 2022, la commune comptait 88 habitants, en évolution de −16,98 % par rapport à 2016 (Savoie : +3,63 %, France hors Mayotte : +2,11 %).
| 1793 | 1800 | 1806  | 1822  | 1838  | 1848  | 1858 | 1861  | 1866  |
| ---- | ---- | ----- | ----- | ----- | ----- | ---- | ----- | ----- |
| 900  | 833  | 1 127 | 1 176 | 1 193 | 1 270 | 779  | 1 101 | 1 043 |

| 1872  | 1876  | 1881  | 1886 | 1891 | 1896 | 1901 | 1906 | 1911 |
| ----- | ----- | ----- | ---- | ---- | ---- | ---- | ---- | ---- |
| 1 028 | 1 020 | 1 046 | 861  | 958  | 837  | 746  | 638  | 561  |

| 1921 | 1926 | 1931 | 1936 | 1946 | 1954 | 1962 | 1968 | 1975 |
| ---- | ---- | ---- | ---- | ---- | ---- | ---- | ---- | ---- |
| 540  | 447  | 381  | 344  | 288  | 265  | 161  | 130  | 79   |

| 1982 | 1990 | 1999 | 2004 | 2006 | 2009 | 2014 | 2019 | 2022 |
| ---- | ---- | ---- | ---- | ---- | ---- | ---- | ---- | ---- |
| 72   | 64   | 52   | 61   | 64   | 89   | 99   | 88   | 88   |

## Culture locale et patrimoine

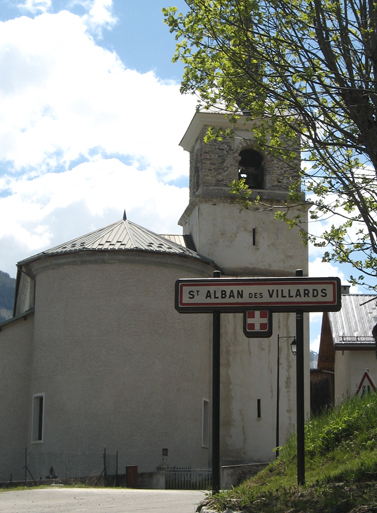
L'église.

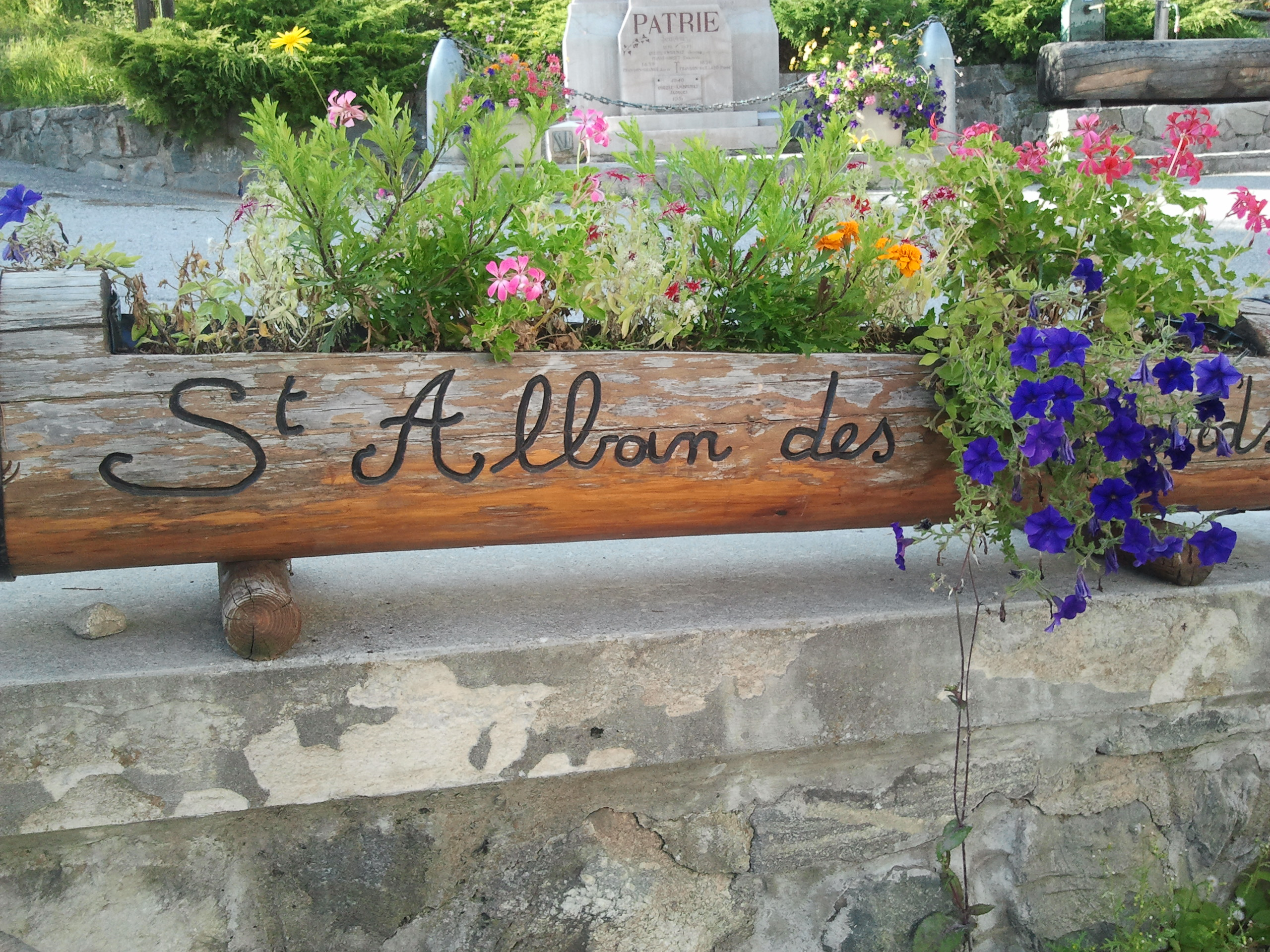
Jardinière de fleurs près du monument aux morts

### Lieux et monuments
- Église de Saint-Alban-des-Villards (XIXe siècle), chef-lieu.

### Personnalités liées à la commune
- André Martinet (1908-1999), linguiste, né dans la commune.